# 柴田侑宏

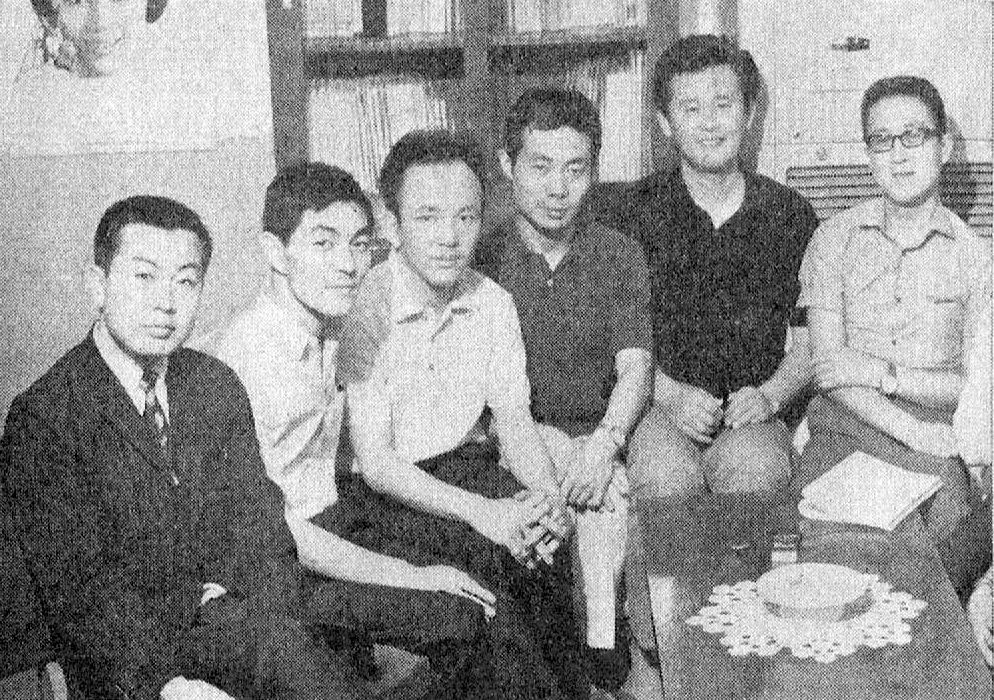
宝塚クリエイティブアーツ『歌劇 = Takarazuka revue. 』第491号（1966）より、左より岡田敬二、小原弘亘、柴田侑宏、酒井澄夫、阿古健、植田紳爾

柴田 侑宏（しばた ゆきひろ、1932年1月25日 - 2019年7月19日）は、日本の劇作家・舞台演出家。宝塚歌劇団専属として活躍した。兄は映画監督の松尾昭典。

## 略歴
大阪府大阪市出身。芝居好きの母に連れられて幼い頃から舞台に親しむ。11歳のときに父が病死、13歳のとき、父の墓参りに訪れた豊橋市で終戦を迎える。戦時中は手に職をつけるために、大阪府立今宮工業学校（現・大阪府立今宮工科高等学校）へ進学。
1950年、大阪府立高津高等学校を卒業後、関西学院大学文学部美学科に入学。大学卒業後に兄の松尾を頼り上京、劇作を志して東京で脚本を書き溜めていたが、26歳のときに宝塚のテレビドラマの脚本募集を知って応募したところ入選、1958年4月、演出助手として阪急電鉄（宝塚歌劇団）に就職する。入団の際の経緯もあってか、初配属はテレビ製作部で、舞台制作には関われない部署だったが、比較的短期間で歌劇団演出部に異動となり、助手として舞台制作に携わるようになる。
助手時代を経て、1961年、『河童とあまっこ』（宝塚新芸劇場 ）で演出家デビュー。翌1962年、『狐大名』で劇団本拠・宝塚大劇場でも初演出を果たす。精力的にオリジナル作品を執筆・演出する一方、演出家デビュー以後も1973年までは、先輩演出家の作品で演出補として補佐をつとめ、引き続き演出作法を学んだ。助手・演出補時代には白井鐵造、高木史朗、内海重典など戦前派のベテランをはじめ、一足先に演出家デビューを果たしていた横澤秀雄、菅沼潤たちほぼ同世代の先輩の補佐にもあたり、研鑽を積んでいる。
若手演出家時代の1967年に結婚、英子夫人は芸名・珠梨英で、宝塚歌劇団卒業生（49期生、1963年～67年在籍）。
若手演出家時代は劇団方針から日本物の芝居制作に専念、1968年以降、毎年本公演 に作品を送り出しており、やがて洋物（外国を舞台とした作品）進出も許可され、初めて自作の洋物演出に携わった1972年以後は、30年以上にわたって和洋にわたる幅広い作品を発表する。
1976年にはオリジナル新作『あかねさす紫の花』『星影の人』『バレンシアの熱い花』3作品を1年のうちに発表するなど、歌劇団の中軸演出家の一人として長く活躍。また1976年には『フィレンツェに燃える』にて昭和50年度芸術選奨新人賞を受賞。1981年には、同歌劇団理事（理事職に就けば歌劇団での事実上の終身雇用が可能に）に就任。
充実した活動の一方、80年代初め頃から眼病に見舞われ、視力低下、視野狭窄など症状は深刻化、90年代初頭までには複数の専門医から、いずれは失明する旨の宣告を受けていたという。1993年以降は口述筆記にて脚本を執筆する。病の影響で演出活動の続行も困難となり、1998年上演の『黒い瞳』以降は、柴田が新作を手がける際に、柴田が脚本を執筆し、演出を後輩など他の担当者に任せる分業体制の導入に踏み切り、演出家としては事実上一線を退く（自作の再演の際には、引き続き演出家として名前を残しており、後輩演出家との共同演出の体裁をとっていた）。その後は劇団専属作家としての仕事にほぼ専念、2001年から2005年まで毎年新作を執筆して本公演に送り出し、劇作家としての健在ぶりを示した。
1970年代から2000年代までの幅広い年代・作品の多くが再演されており、歌劇団の財産となっている。2001年から同歌劇団顧問。2005年から2011年まで宝塚音楽学校のカリキュラム編成アドバイザー（演劇部門）を務めた。2005年の『霧のミラノ』以降は、翌2006年～2013年まで毎年全国ツアー公演等で再演された過去作品の推敲にほぼ専念する。2007年以降はスタッフ欄の表記上も演出家欄から名前を外し、演出家としては引退した。
新作執筆の筆をしばらく置いていたことなどから、本公演との関わりも薄れ（2007年・10年・11年には本公演でも柴田作品を再演）、2014年は約46年ぶりに歌劇団の年間全公演を通して柴田作品が上演されない年となったが、同年久々に本公演のため新作を書き下ろし、翌2015年2月に10年ぶりとなるオリジナル新作『黒豹の如く』を上演、この83歳で果たした新作上演が生涯最後の新作となった。
2014年4月、歌劇団創立100周年を記念して開設された「宝塚歌劇の殿堂」（宝塚大劇場内）に殿堂入りを果たした。
最後の新作上演となった2015年以降、毎年全国ツアー等で柴田作品の再演が続いていたが、「あかねさす紫の花」再演（2018年5月公演が予定された）に向けた準備期間の頃には、柴田が体調を崩し、脚本の推敲はもとより、再演のための演出担当者などとの打ち合わせも儘ならない状況となっていた。
健康状態が憂慮される中、柴田は2019年7月19日死去。87歳没。19年5月の全国ツアー『アルジェの男』の公演日程終了後のことであり、同作が生前最後の作品上演となった。
宝塚歌劇専属として、40年以上書き続けた作品群は、和洋にわたり60作を超えていた。

## 没後の作品上演
2015年以降柴田作品の上演が続いてきたことは先述の通りだが、柴田没後も柴田作品の上演は続いている。
没後最初の上演となったのは、柴田逝去翌年の2020年2月の『赤と黒』（名古屋公演）。同年8月には『炎のボレロ』が、新型コロナ禍の直撃により予定の公演形態が変更されながらも、演目自体は変更なく大阪・梅田で上演された。同作を皮切りに、21年の『ヴェネチアの紋章』『川霧の橋』（いずれも柴田脚色）、22年には『フィレンツェに燃える』（こちらはオリジナル）と、現役中には再演に至らなかった諸作が、没後に相次いで再演されるという、柴田作品の普遍性が再認識された特徴的な出来事もあった。
2023年には、柴田作品中、最多の上演回数を誇る『うたかたの恋』が30年ぶり3回目に本公演で上演された。同作には潤色の形で、柴田脚本に初めて公式に他作家の手が入り、「令和版への更新作業」が行われた上で上演されており、柴田作品の継承を感じさせた。24年にも再演予定が控えており、柴田亡き後も作品は彼の遺産として、愛され続けている。

## 演出家像
- 歌劇団史上屈指の名ドラマ作家。同年代のヒットメーカー植田紳爾（実年齢は柴田の方が上だが、植田の入団が1年早い）と共に1970年代以降の歌劇団を支えつづけ、死去するまで、歌劇団において55年以上の経験を有する重鎮であった。
- 本人の「芝居とは人間を描くもの」「人間が息づく香気ある舞台を」という信条の通り、脚本の巧みな構成に裏打ちされた人間ドラマに定評があった。話の破綻・矛盾も滅多になく、多くの作品が再演されている。また、「女性の心情が表れる何気ない台詞や仕種をどう描き出せるか」「主役の男役を魅力的たらしめるものはヒロイン」という考えのもと[10]、主役の男役と同等にヒロインも描き込み、トップコンビ演じる男女が物語の中で連動的なのも柴田作品の特徴である。
- 劇団内では指導の厳しさで知られたが、決して厳格一辺倒ではなく、言行両面で出演者たちに信頼を表明することも多かったりと、出演者への接し方にメリハリがあったと伝えられる。そのような指導ぶりや、20作以上に及ぶ再演作品の数が証するように、高い普遍性をそなえた作品を届け続けたこと、スターたちの個性を見極めた配役や描き込みの巧みさなど、座付作家としての職人技にも評価が高いことなどから、人望は厚かったといわれる。
- 剣幸・平みち・神奈美帆・杜けあきらも柴田に共感した生徒で、彼女らは歌劇団に希望してサヨナラ公演演目を『川霧の橋』（剣）、『たまゆらの記』（平・神奈）、『忠臣蔵』（杜）と柴田作品としたあたりにも柴田の人望の高さが窺える。
- 晩年、演出を後輩たちに任せてからも、自作公演の稽古や公演初日にはできる限り足を運んでおり、稽古で立ち位置を間違えた出演者を真っ先に叱り飛ばすなど、厳しさも健在であったが、ほぼ失明状態でありながらそのように出演者のミスをすばやく把握できるほど、出演者の演技に触れる際の柴田の集中力と感覚は研ぎ澄まされていたという。

## 日本が舞台の作品
幅広い時代のオリジナル作品を執筆。

### 飛鳥〜平安時代
初演出以来多数執筆してきた、一連の“王朝ロマン”作品がよく知られる。
- あかねさす紫の花（1976年, 1977年, 1995年, 2002年[11], 2006年[12], 2018年）
- あしびきの山の雫に（1982年）
- たまゆらの記（『あしびきの山の雫に』の項参照）（1988年）
- 花の業平 -忍ぶの乱れ-（2001年[13]）
- 飛鳥夕映え・蘇我入鹿（2004年[14]）

### 江戸時代
- 星影の人（1976年, 2007年[15], 2015年）
- 朝霧に消えた人（1979年）
- 千太郎纏しぐれ（1984年）
- 天守に花匂い立つ（1990年）
- 忠臣蔵〜花に散り雪に散り〜（1992年） - 旧宝塚大劇場最終公演

### 原作を有するもの
日本文学や、漫画などを翻案し、秀作の脚本でも知られる。
- たけくらべ（1973年, 1994年／樋口一葉の同名小説より）
- 新源氏物語（1981年, 1989年, 2015年／田辺聖子の同名小説より）
- 大江山花伝（1986年, 2009年[16]／木原敏江の同名漫画より）
- 紫子（1987年, 2010年／木原敏江の漫画『夢の碑 とりかえばや異聞』より）
- 雪之丞変化（1994年／三上於菟吉の同名小説より）

#### 山本周五郎作品が原作のもの
- いのちある限り（1971年／『野分』『釣忍』より）
- 小さな花がひらいた（1971年, 2011年／『ちいさこべ』より）
- 落葉のしらべ（1972年／『落葉の隣り』より）
- 白い朝（1974年, 1997年／『さぶ』より）
- 沈丁花の細道（1984年／『半之助祝言』より）
- 川霧の橋（1990年, 2021年／『柳橋物語』『ひとでなし』より）

## 外国が舞台の作品

### オリジナル
- さらばマドレーヌ（1972年）
- アルジェの男（1974年, 1983年, 2011年, 2019年）
- フィレンツェに燃える（1975年, 2022年）
- バレンシアの熱い花（1976年, 1979年, 2007年, 2016年, 2023年[17]）
- テームズの霧に別れを（1977年）
- エストレリータ -愛の星くず-（1981年）
- エーゲ海のブルース（1982年）
- 琥珀色の雨にぬれて（1984年, 2002年[18], 2012年, 2017年）
- 哀しみのコルドバ（1985年, 1995年, 2009年[19], 2015年, 2021年）
- あの日薔薇一輪（1987年）
- 炎のボレロ（1988年, 2020年）
- 珈琲カルナバル（1992年）
- ガラスの風景（2002年[20]）
- 白昼の稲妻（2003年[21]）
- 霧のミラノ（2005年[22]）
- 黒豹の如く（2015年[23]）

### 原作を有するもの
- 赤と黒（1975年, 1989年, 2008年, 2020年／スタンダールの同名小説より）
- 誰がために鐘は鳴る（1978年, 2010年／ヘミングウェイの同名小説より）
- 紅はこべ（1979年, 1995年／バロネス・オルツィの同名小説より）
- ロミオとジュリエット（1979年, 1990年／シェイクスピアの同名戯曲より）
- アンジェリク（1980年／A&S・ゴロン原作、木原敏江作画の同名マンガより）
  - アンジェリク-炎の恋の物語-
  - 青き薔薇の軍神 -アンジェリクPART2-
- 情熱のバルセロナ（1982年, 2009年[24]／スタンダール『パルムの僧院』より）
- うたかたの恋（1983年, 1993年, 1999年[25], 2000年[26], 2006年, 2013年, 2018年, 2023年／クロード・アネの同名小説より）
- ときめきの花の伝説（1985年／スタンダール「ヴァニナ・ヴァニニ」より）
- 真紅なる海に祈りを（1986年／シェイクスピア『アントニーとクレオパトラ』より）
- ヴェネチアの紋章（1991年, 2021年）／塩野七生『緋色のヴェネツィア 聖マルコ殺人事件』より）
- チェーザレ・ボルジア -野望の軌跡-（1996年, 1997年／塩野七生『チェーザレ・ボルジアあるいは優雅なる冷酷』より）
- 仮面のロマネスク（1997年, 2012年, 2016年, 2017年／ラクロ『危険な関係』より）
- 黒い瞳（1998年, 2011年, 2019年／プーシキン『大尉の娘』より）
- 激情-ホセとカルメン-（1999年, 2010年, 2016年, 2023年／メリメ『カルメン』より）
- 凱旋門（2000年[27], 2001年, 2018年／レマルクの同名小説より）

などがある。

## 劇中音楽について
初演出の頃から、同時期の入団だった作曲家・寺田瀧雄と組むことが多く、ほぼ40年にわたり少なくとも50本以上の作品で協働、柴田作詞・寺田作曲による多くの宝塚メロディーで舞台を盛り上げたが、寺田は交通事故で急逝。寺田の遺作となった『凱旋門』が最後のコンビ作となった。寺田の死後の柴田の新作では、日本ものでは吉田優子（寺田の弟子）、ヨーロッパ作品では高橋城、斉藤恒芳などが作曲にあたっていた。

## 関連
- 柴田侑宏脚本選 ～「あかねさす紫の花」ほか(1988年/OBN-10041B)[28]
- 脚本
  - 『あかねさす紫の花』　（'76）
  - 『琥珀色の雨にぬれて』（'84）
  - 『小さな花がひらいた』（'71）（'81）
  - 『アルジェの男』　　　（'74）（'83）
  - 『紫子（ゆかりこ）』　（'87）
- 主題歌集
  - 紫に匂う花/ミュージカル・ロマン『あかねさす紫の花』
  - 琥珀色の雨にぬれて/ミュージカル・ロマン『琥珀色の雨にぬれて』
  - 小さな花がひらいた/ミュージカル・ロマン『小さな花がひらいた』
  - ジュリアン・クレール/ミュージカル・ロマン『アルジェの男』
  - 花風吹/ミュージカル・ロマン『紫子』
- その他

主演者・関係者からのメッセージなどを掲載。
- 宝塚歌劇柴田侑宏脚本選 2 (1990年)
- 宝塚歌劇柴田侑宏脚本選  星影の人ほか ３(1992年)[29]
- 宝塚歌劇柴田侑宏脚本選 3 (1992年)
- 宝塚歌劇柴田侑宏脚本選 4 (1994年)
- 宝塚歌劇柴田侑宏脚本選 5 (2006年)
- 人間が息づく舞台を～演出家・柴田侑宏が描いた世界(2020年/OBN-10498B)[30]